# Falcon 9 booster B1048
Il Falcon 9 B1048 è un booster primo stadio riutilizzabile di classe orbitale Falcon 9 Block 5 prodotto da SpaceX. Il B1048 è stato il terzo booster del Falcon 9 Block 5 a volare e il secondo booster del Block 5 a ri-volare. È diventato il secondo booster di classe orbitale a volare una terza volta ed è il primo booster mai lanciato e recuperato quattro volte.

## Cronologia dei voli
Il B1048 è entrato in servizio il 25 luglio 2018 per il lancio della missione Iridium-7. È stato il terzo Falcon 9 Block 5 ad entrare in servizio e il primo a decollare dal sito di lancio della costa occidentale presso la Vandenberg Air Force Base. Il lancio è stato il 59° volo del Falcon 9 e il 13° del Falcon 9 del 2018. Il booster è decollato nonostante il tempo nebbioso e ha completato i due minuti e mezzo di combustione prima di separarsi dal secondo stadio e, nonostante il tempo tempestoso ed il mare mosso rendessero improbabile il recupero del booster, è atterrato nella costa occidentale sul ASDS Just Read the Instructions con il mare più agitato mai sperimentato. Questo ha segnato il 5° atterraggio su 6 tentativi di atterraggio su JRTI. Il recupero della carenatura è stato tentato durante il volo ma non è riuscito a causa delle condizioni meteorologiche.
Nonostante sia stato il terzo Block 5 a volare, il B1048 è stato ripristinato più velocemente del vecchio booster, il B1047, ed è diventato il secondo Falcon 9 Block 5 a ri-volare. Il B1048 ha lanciato la 62ª missione Falcon 9 per la missione SAOCOM 1A da Vandenberg l'8 ottobre 2018. Grazie all'effetto crepuscolare durante i lanci dalla costa occidentale, si sono osservate viste spettacolari da Los Angeles e da altre città della California del Sud. Questa missione è stata storica in quanto è stato il primo Falcon 9 ad eseguire un atterraggio RTLS sulla costa occidentale, atterrando a LZ-4 pochi minuti dopo il decollo.
Dopo il suo atterraggio, il B1048 è stato trasportato sulla costa orientale e ha lanciato la missione Nusantara Satu il 22 febbraio 2019. È stata la seconda volta che un booster di classe orbitale ha volato tre volte. Il rientro è risultato il più alto riscaldamento al rientro mai registrato fino ad oggi a causa dell'alto profilo energetico della missione. Questo ha fatto sì che il booster atterrasse anche più in basso rispetto ad un normale atterraggio. Il recupero della carenatura era stato pianificato e subito annullato a causa delle condizioni meteorologiche estremamente difficili. Nonostante il tempo lo abbia reso l'atterraggio più difficile fino allora (ancora più aspro dell'Iridium-7 che è coinciso col primo volo del B1048), il B1048 è atterrato con successo sull'ASDS Of Course I Love You.
Il B1048 era originariamente previsto per il test di aborto in volo del Dragon Crew Dragon; questo avrebbe portato al termine il servizio del B1048 dopo il suo quarto volo. Il test non è avvenuto e il B1048 ha lanciato la missione Starlink nel novembre 2019 da SLC-40. È possibile che il B1048 continui ad operare in futuro.
| Numero di volo | Data di lancio (UTC) | Missione # | Carico utile                    | Immagini                                 | Piattaforma di lancio | Luogo di atterraggio              | Note |
| -------------- | -------------------- | ---------- | ------------------------------- | ---------------------------------------- | --------------------- | --------------------------------- | --- |
| 1              | 25 luglio 2018       | 59         | Iridium-7                       | Iridium-7 Mission (41868222930)          | VAFB SLC-4E           | Just Read the Instructions (ASDS) | Terzo volo del booster del Block 5 nelle condizioni di atterraggio più difficili per un Falcon 9 al momento.                                              |
| 2              | 8 ottobre 2018       | 62         | SAOCOM 1A                       | Missione SAOCOM 1A (45184770841)         | VAFB SLC-4E           | LZ-4                              | Secondo rilancio di un booster del Block 5. |
| 3              | 22 febbraio 2019     | 68         | Nusantara Satu <br /> Beresheet | Missione di Nusantara Satu - 47173936181 | CCAFS LC-40           | Of Course I Still Love You (ASDS) | La seconda volta un booster è stato lanciato tre volte e la condizione di atterraggio più difficile per un Falcon 9 fino a quel momento.                  |
| 4              | 11 novembre 2019     | 75         | Starlink F1                     |                                          | CCAFS LC-40           | Of Course I Still Love You (ASDS) | Il volo ha trasportato 60 satelliti Starlink. La prima volta che un booster Falcon 9 ha volato quattro volte e il primo volo di una fairing riutilizzata. |

## Prossime missioni
I booster del Block 5, come il B1048, dovrebbero volare 10 volte.

## B1048 record e conquiste
- Primo booster di classe orbitale a volare quattro volte.[7]
- Primo volo di una fairing di carico utile riutilizzata (ammaraggio nell'oceano).[7]